# Okręg wyborczy Ealing Acton
Okręg wyborczy Ealing Acton powstał w 1983 r. i wysyłał do brytyjskiej Izby Gmin jednego deputowanego. Okręg był położony w Londynie. Został zlikwidowany w 1997 r.

## Deputowani do brytyjskiej Izby Gmin z okręgu North West Hampshire
- 1983–1997: George Young, Partia Konserwatywna